# Tachigali ptychophysca
Tachigali ptychophysca är en ärtväxtart som beskrevs av George Bentham. Tachigali ptychophysca ingår i släktet Tachigali och familjen ärtväxter. Inga underarter finns listade i Catalogue of Life.